# Kyodai Hero
Kyodai Hero (巨大ヒーロー Kyodai Hīrō, "Người hùng khổng lồ") là một dòng phim siêu anh hùng tokusatsu trong đó nhân vật chính có khả năng thay đổi kích thước cơ thể để chiến đấu với kaiju (quái vật khổng lồ). Những anh hùng như vậy bao gồm Ambassador Magma của Osamu Tezuka và Ultraman của Eiji Tsuburaya cùng những anh hùng khác trong Ultra Series.